# Sanicula lamelligera
Sanicula lamelligera är en flockblommig växtart som beskrevs av Henry Fletcher Hance. Sanicula lamelligera ingår i släktet sårläkor, och familjen flockblommiga växter. Inga underarter finns listade i Catalogue of Life.